# Assé-le-Boisne

Assé-le-Boisne este o comună în departamentul Sarthe, Franța. În 2009 avea o populație de 890 de locuitori.